# Jim Mahon Memorial Trophy
Die Jim Mahon Memorial Trophy ist eine Trophäe der Ontario Hockey League. Sie wird seit 1972 jährlich an den punktbesten rechten Flügelstürmer der Liga vergeben. Analog dazu gibt es jedoch keine Trophäe für den punktbesten linken Flügelstürmer.
Die Trophäe ist nach Jim Mahon, einem hoffnungsvollen Eishockey-Talent, das im Alter von 19 Jahren bei einem Stromunfall verstarb, benannt. Mahon lief zwischen 1969 und 1971 für die Peterborough Petes auf.

## Liste der Gewinner
- Jahr: Nennt das Jahr, in dem der Spieler die Jim Mahon Memorial Trophy gewonnen hat.
- Preisträger: Nennt den Namen des Preisträgers.
- Team: Nennt das Franchise, für das der Spieler zum damaligen Zeitpunkt gespielt hat.
- Punkte: Nennt die Anzahl der erzielten Scorerpunkte in der regulären Saison.

| Jahr | Preisträger        | Team                        | Punkte         |
| ---- | ------------------ | --------------------------- | -------------- |
| 2025 | Nick Lardis        | Brantford Bulldogs          | 117            |
| 2024 | David Goyette      | Sudbury Wolves              | 117            |
| 2023 | Matthew Maggio     | Windsor Spitfires           | 111            |
| 2022 | Lucas Edmonds      | Kingston Frontenacs         | 113            |
| 2021 | nicht vergeben     | nicht vergeben              | nicht vergeben |
| 2020 | Arthur Kaliyev     | Hamilton Bulldogs           | 98             |
| 2019 | Justin Brazeau     | North Bay Battalion         | 113            |
| 2018 | Jordan Kyrou       | Sarnia Sting                | 109            |
| 2017 | Alex DeBrincat     | Erie Otters                 | 127            |
| 2016 | Kevin Labanc       | Barrie Colts                | 127            |
| 2015 | Mitchell Marner    | London Knights              | 126            |
| 2014 | Connor Brown       | Erie Otters                 | 128            |
| 2013 | Seth Griffith      | London Knights              | 81             |
| 2012 | Tyler Toffoli      | Ottawa 67’s                 | 100            |
| 2011 | Jason Akeson       | Kitchener Rangers           | 108            |
| 2011 | Tyler Toffoli      | Ottawa 67’s                 | 108            |
| 2010 | Taylor Beck        | Guelph Storm                | 93             |
| 2009 | Bryan Cameron      | Belleville Bulls            | 81             |
| 2008 | John Hughes        | Brampton Battalion          | 91             |
| 2007 | Patrick Kane       | London Knights              | 145            |
| 2006 | Dave Bolland       | London Knights              | 130            |
| 2005 | Corey Perry        | London Knights              | 130            |
| 2004 | Corey Perry        | London Knights              | 113            |
| 2003 | Matt Foy           | Ottawa 67’s                 | 132            |
| 2002 | Mike Renzi         | Belleville Bulls            | 108            |
| 2001 | Branko Radivojevič | Belleville Bulls            | 104            |
| 2000 | Sheldon Keefe      | Barrie Colts                | 121            |
| 1999 | Norm Milley        | Sudbury Wolves              | 120            |
| 1998 | Maxim Spiridonow   | London Knights              | 98             |
| 1997 | Joe Seroski        | Sault Ste. Marie Greyhounds | 103            |
| 1996 | Cameron Mann       | Peterborough Petes          | 102            |
| 1995 | David Ling         | Kingston Frontenacs         | 135            |
| 1994 | Kevin Brown        | Detroit Junior Red Wings    | 135            |
| 1993 | Kevin Brown        | Detroit Junior Red Wings    | 141            |
| 1992 | Darren McCarty     | Belleville Bulls            | 127            |
| 1991 | Rob Pearson        | Oshawa Generals             | 118            |
| 1990 | Owen Nolan         | Cornwall Royals             | 111            |
| 1989 | Stan Drulia        | Niagara Falls Thunder       | 145            |
| 1988 | Sean Williams      | Oshawa Generals             | 123            |
| 1987 | Ron Goodall        | Kitchener Rangers           | 105            |
| 1986 | Ray Sheppard       | Cornwall Royals             | 142            |
| 1985 | Dave MacLean       | Belleville Bulls            | 154            |
| 1984 | Wayne Presley      | Kitchener Rangers           | 139            |
| 1983 | Ian MacInnis       | Cornwall Royals             | 133            |
| 1982 | Tony Tanti         | Oshawa Generals             | 126            |
| 1981 | Tony Tanti         | Oshawa Generals             | 150            |
| 1980 | Jim Fox            | Ottawa 67’s                 | 166            |
| 1979 | Mike Foligno       | Sudbury Wolves              | 150            |
| 1978 | Dino Ciccarelli    | London Knights              | 142            |
| 1977 | John Anderson      | Toronto Marlboros           | 119            |
| 1976 | Peter John Lee     | Ottawa 67’s                 | 161            |
| 1975 | Mark Napier        | Toronto Marlboros           | 130            |
| 1974 | Dave Gorman        | St. Catharines Black Hawks  | 129            |
| 1973 | Dennis Ververgaert | London Knights              | 147            |
| 1972 | Billy Harris       | Toronto Marlboros           | 129            |

1. 1 2  Unentschieden
2. 1 2  begann die Saison bei den Belleville Bulls
3. ↑  begann die Saison bei den Sault Ste. Marie Greyhounds